# Thomas Munkelt
Thomas Munkelt (Zedlitz, 3 agosto 1952) è un ex ostacolista tedesco, medaglia d'oro ai Giochi olimpici di Mosca 1980 nei 110 metri ostacoli.

## Biografia
Debuttò nella scena agonistica ai campionati nazionali di atletica della Germania Est nel 1975, arrivando al primo posto nella propria specialità dei 110 m ostacoli. Alle successive Olimpiadi di Montréal 1976 si qualificò per la finale arrivando al quinto posto, e l'anno dopo conquistò la prima posizione sia in Coppa Europa che in Coppa del mondo.
Dopo avere vinto il titolo ai Campionati europei di Praga 1978, alle Olimpiadi di Mosca 1980 raggiunse l'apice del successo con la medaglia d'oro sempre nei 110 m ostacoli, con un solo centesimo di secondo di vantaggio sul cubano Alejandro Casañas con il tempo di 13"39 (il tempo più alto dalle Olimpiadi di Città del Messico 1968). In questa occasione fu favorito anche dal boicottaggio statunitense che aveva lasciato a casa il detentore del record mondiale Renaldo Nehemiah.
Alla notizia del boicottaggio del proprio paese, la Germania Est, alle Olimpiadi di Los Angeles 1984, Thomas Munkelt decise di ritirarsi dall'attività agonistica.

## Palmarès
| Anno | Manifestazione  | Sede              | Evento   | Risultato | Prestazione | Note |
| ---- | --------------- | ----------------- | -------- | --------- | ----------- | ---- |
| 1973 | Europei indoor  | Rotterdam         | 60 m hs  | Bronzo    | 7"81        |      |
| 1974 | Europei         | Roma              | 110 m hs | 4º        | 13"72       |      |
| 1976 | Giochi olimpici | Montréal          | 110 m hs | 5º        | 13"44       |      |
| 1977 | Europei indoor  | San Sebastián     | 60 m hs  | Oro       | 7"62        |      |
| 1978 | Europei indoor  | Milano            | 60 m hs  | Oro       | 7"65        |      |
| 1978 | Europei         | Praga             | 110 m hs | Oro       | 13"54       |      |
| 1979 | Europei indoor  | Vienna            | 60 m hs  | Oro       | 7"59        |      |
| 1979 | Universiadi     | Città del Messico | 110 m hs | Argento   | 13"50       |      |
| 1980 | Giochi olimpici | Mosca             | 110 m hs | Oro       | 13"39       |      |
| 1980 | Giochi olimpici | Mosca             | 4×100 m  | 5º        | 38"73       |      |
| 1982 | Europei         | Atene             | 110 m hs | Oro       | 13"41       |      |
| 1982 | Europei         | Atene             | 4×100 m  | Argento   | 38"71       |      |
| 1983 | Europei indoor  | Budapest          | 60 m hs  | Oro       | 7"48        |      |
| 1983 | Mondiali        | Helsinki          | 110 m hs | 5º        | 13"66       |      |

## Altre competizioni internazionali
1975
- Coppa Europa di atletica leggera ( Nizza)

1977
- Coppa Europa di atletica leggera ( Helsinki)

1979
- Coppa Europa di atletica leggera ( Torino)

1983
- Coppa Europa di atletica leggera ( Londra)